# Законы Госсена
Законы Госсена — основные принципы теории предельной полезности, одной из теорий стоимости.
Герман Генрих Госсен исходит из предположения, что рациональное поведение определяется стремлением к увеличению полезности или удовольствия. На этой основе Госсен выдвинул два тезиса, известные как «законы Госсена».

## Формулировка

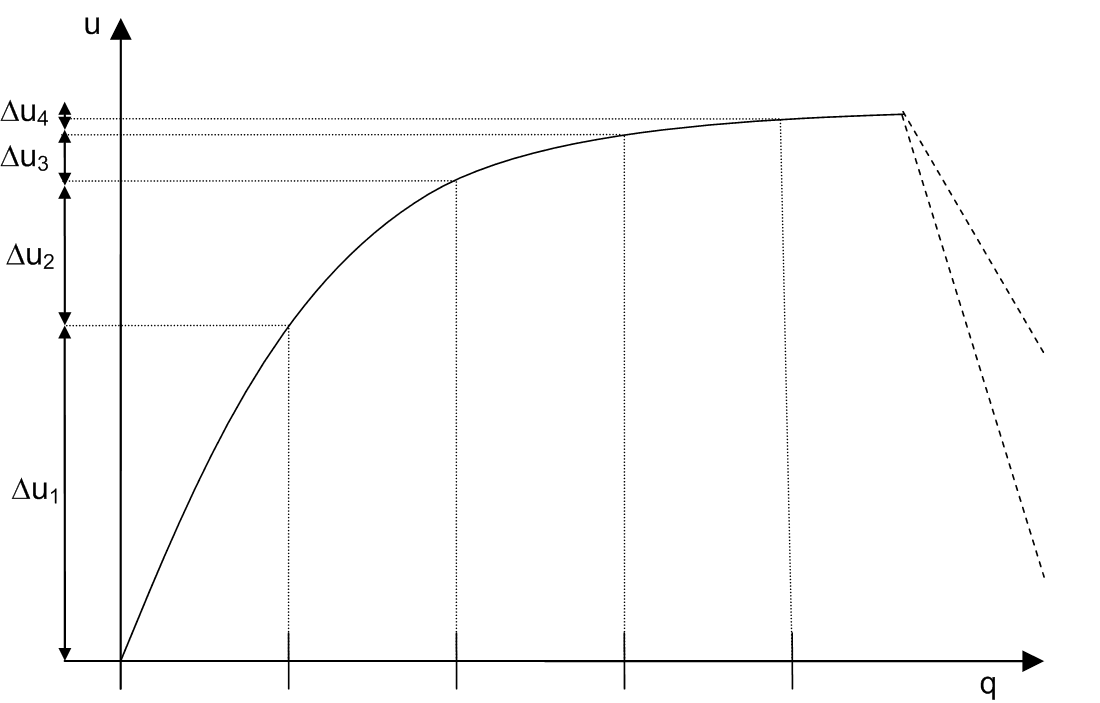
Abnehmen des Grenznutzens (u=полезность, Δu=предельная полезность, q=кол-во потреблённых благ)

- Первый закон Госсена. При последовательном потреблении полезность каждой последующей единицы продукта ниже предыдущей.
- Второй закон Госсена. Упрощённый вариант основан на рассмотрении натурального хозяйства человека, изолированного от общества. При наличии определённого количества различных продуктов индивидуум в течение данного ограниченного периода времени может потребить их в разных комбинациях, одна из которых должна быть наиболее выгодной, приносящей максимум наслаждения, что достигается при установлении равенства предельных полезностей всех продуктов. Следующая степень приближения учитывает условия товарного хозяйства. Цена товаров и количество денег — главные факторы, ограничивающие потребление. Оптимальным будет тот вариант потребления, при котором достигается равенство между предельными полезностями, получающимися от последних денежных единиц, израсходованных на покупку отдельных товаров.

Второй закон впоследствии широко использовался математической школой для объяснения явлений спроса и ценообразования.
Закон формулируется в предположении, что полезность по меньшей мере слабо квантуема, и таким образом в равновесной точке субъект будет распределять свои расходы таким образом, что отношение предельной полезности к цене (предельные издержки приобретения, англ. marginal cost of acquisition) будет одинаковым для всех товаров и экономических услуг:
{\displaystyle {\frac {\partial U/\partial x_{i}}{p_{i}}}={\frac {\partial U/\partial x_{j}}{p_{j}}}\,\forall \left(i,j\right)}
где
- {\displaystyle U} — полезность
- {\displaystyle x_{i}} — количество {\displaystyle i}-го товара или услуги
- {\displaystyle p_{i}} — цена {\displaystyle i}-го товара или услуги

## Критика
По мнению марксистов, коренные недостатки теории Госсена — субъективно-психологический, идеалистический подход к экономическим явлениям и игнорирование решающей роли производства в экономической жизни общества. Вывод, вытекающий из теории Госсена — характер потребления и распределение материальных благ между людьми не зависят от характера производственной сферы — рассматривается как апологетический, не соответствующий реальности.